# Baltic Exchange

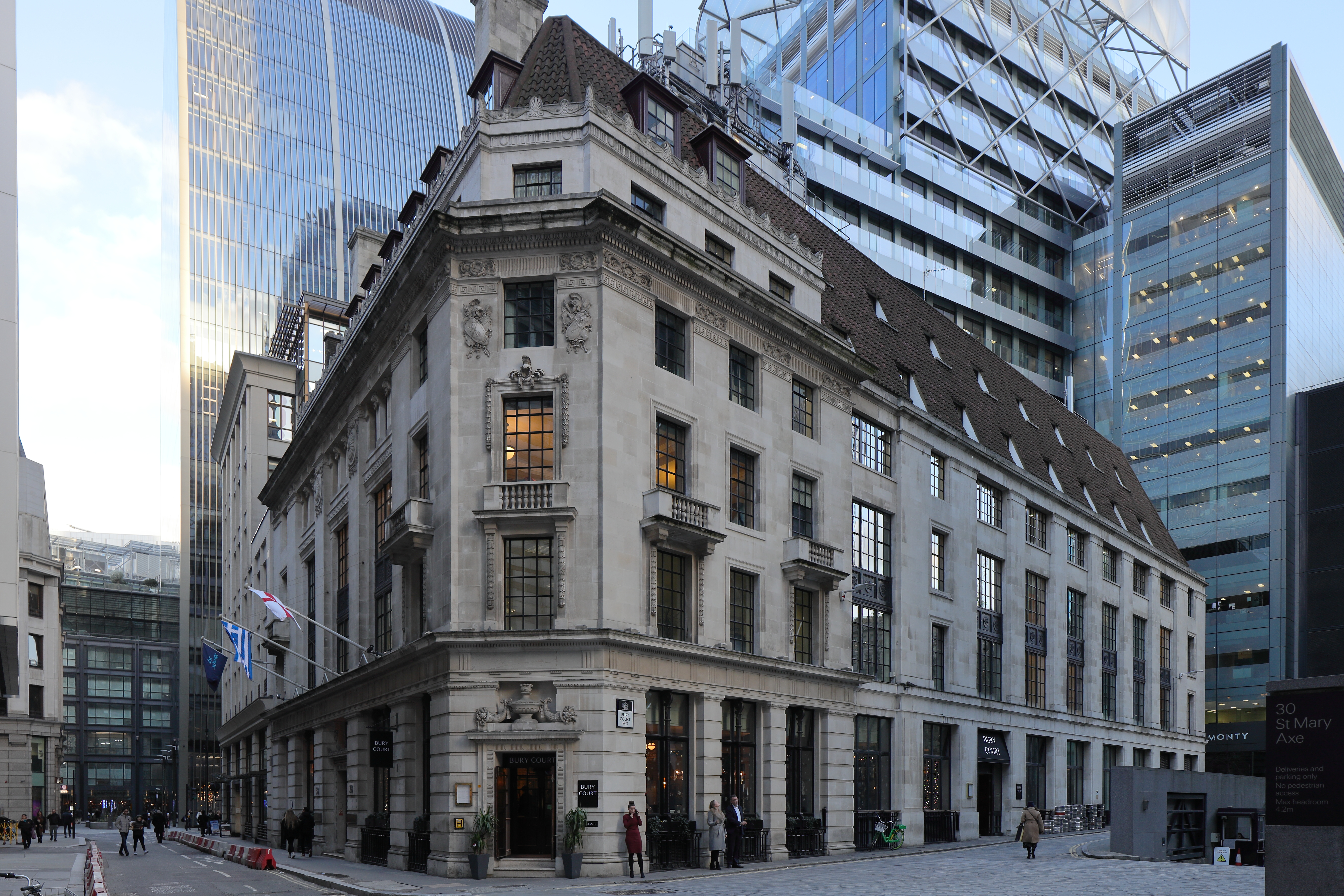
Obecna siedziba Giełdy przy 38 St Mary Axe

Baltic Exchange, Ltd. – giełda towarowa i frachtowa, działająca jako niezależny globalny rynek do zawierania umów maklerskich na transport morski. Organizacja działa jako pośrednik między kupującymi a sprzedającymi te kontrakty, zabezpieczonymi aktywami rzeczywistymi oraz umowami terminowymi (futures) na dostawę różnych towarów. Giełda znajduje się w Londynie.

## Historia
W 1744 właściciele kawiarni Virginia & Maryland przy Threadneedle Street zmienili nazwę na Virginia & Baltic, aby jak najlepiej odzwierciedlić działania kupców, armatorów i innych stałych gości, którzy spotkali się tutaj, aby zawierać transakcje przewozu ładunków drogą morską. Transakcje dotyczyły głównie handlu smalcem, olejami, lnem, konopiami i zbożem z krajów regionu bałtyckiego. W 1823 utworzono komitet wykonawczy, ustanowiono pierwsze oficjalne zasady i procedury. Utworzono salę transakcyjną, do której dostęp był ściśle kontrolowany. Wszystko to pomogło pozbyć się spekulacji na giełdzie. W 1857 powstała spółka Baltic Company Limited. Głównym celem jej powstania był zakup dużego budynku, ponieważ z powodu uwolnienia w 1846 rynku zbożowego rosła liczba dokonujących transakcji armatorów i brokerów. Na przykład do 1859 liczba członków giełdy wzrosła do 737. W 1902 połączono Baltic Company Ltd z Londyńską Giełdą Żeglugową (London Shipping Exchange) i Konsorcjum Giełdowym Miasta Londynu (City of London Exchange Syndicate Ltd). Nowa firma przeprowadziła się do wybudowanego w 1903 budynku (proj. T.H. Smith i W. Wimble) przy 24–28 St. Mary Axe. 10 kwietnia 1992 budynek Giełdy Bałtyckiej został zaatakowany przez IRA. Zginęły 3 osoby, szereg osób było rannych, fasada budynku została poważnie zniszczona. W 1992 transakcje giełdowe zostały przeniesione do siedziby korporacji Lloyd’s of London, zaś w 1995 do budynku z 1923 przy 38 St. Mary Axe. Ma przedstawicielstwa w Atenach, Singapurze, Szanghaju i Houston.
W listopadzie 2016 Giełda Bałtycka została przejęta przez Giełdę Singapurską (Singapore Exchange – SGX).